# Silingos

Los silingos fueron un pueblo germánico, concretamente una ramificación de los vándalos, que se establecieron en el área de Silesia. Debido a la gran migración germánica y en fusión con otra ramificación vándala, los asdingos, se trasladaron a la península ibérica hasta ser expulsados a África por los visigodos.